# Krukenberg-Plastik

Schaubild

Schaubild

Die Krukenberg-Plastik, auch bekannt als Krukenberg-Operation, ist eine Operationstechnik, bei welcher der Unterarmstumpf in eine Art Schere aufgeteilt wird.
Diese Technik wurde im Jahr 1917 erstmals vom Chirurgen Hermann Krukenberg beschrieben und im Ersten Weltkrieg angewendet.
Heutzutage wird sie nur in wenigen Fällen praktiziert und von manchen Chirurgen abgelehnt. Im Jahr 1981, dem Jahr der Behinderten Menschen, wurde sie mit zwei Briefmarken in Bangladesch geehrt.
Die Krukenberg-Technik teilt die beiden verbliebenen Knochen des Unterarmes in eine Greifschere auf.
Die Technik separiert dabei Elle und Speiche so, dass bei Amputationen unterhalb des Ellenbogens oder in Fällen eines erblich bedingten Fehlens der Hand eine scherenartige Greifmöglichkeit geschaffen wird, die über den Musculus pronator teres gesteuert wird.
Die Voraussetzungen für eine erfolgreiche Durchführung sind ein Stumpf von wenigstens 10 cm Länge von der Spitze des Ellenbogens und keine nennenswerte Fraktur desselben. Der Erfolg der Operation hängt direkt von der Stärke des Musculus pronator Teres ab, der Empfindlichkeit der umgebenden Haut von Elle und Speiche, der Ellbogenbeweglichkeit und der Articulatio radioulnaris proximalis.
Eine gute psychologische Vorbereitung und die individuelle Erwartungshaltung und Motivation des Patienten haben einen wesentlichen Anteil am Erfolg des Eingriffes, auch wenn dies schwer messbar ist.
Die Operation wird heutzutage, in Ermangelung von teurer Prothesentechnik, am ehesten in Entwicklungsländern durchgeführt. In der westlichen Welt wird die Krukenberg-Plastik fast ausschließlich bei erblindeten Patienten mit beidseitigen Amputationen angewandt.
Auch wenn die Krukenberg-Plastik nur eine geringe optische Akzeptanz erreicht, so erzielt sie doch eine hohe Propriozeption und Oberflächensensibilität in den funktionierenden Armstümpfen und erlaubt so eine gute Handhabung und Haptik.
Eine Durchführung der Operation schließt nicht aus, dass eine medizinische Prothese zur Anwendung kommt, die es dem Patienten ermöglicht, beide Optionen zu nutzen.
Obwohl die Operation in heutigen Zeiten eher selten durchgeführt wird, da es sehr gute Prothesen gibt, so ist ein Fall aus den Niederlanden aus dem Jahr 2002 bekannt geworden. Die Patientin hatte nach einer beidseitigen Unterarmamputation eine mechanische Prothese erhalten.
Sie hörte plötzlich auf, die künstliche Prothese zu benutzen und begann stattdessen die Unterarmstümpfe als Greifwerkzeug einzusetzen.
Zur Erklärung führte sie an, dass ihr das Gefühl der Oberflächensensibilität in den funktionierenden Armstümpfen eine große Hilfe bei ihren Aufgaben sei.
Eine Operation an einem Armstumpf erbrachte ein exzellentes Resultat, sowohl von der medizinischen als auch aus der Sicht der Rehabilitation.
Die Patientin lebt zusammen mit ihrer Familie, arbeitet als Malerin und Bildhauerin und zeigt sich sehr zufrieden mit der Krukenberg-Plastik.
Eine weitere Operation zur Erstellung einer Greifschere am zweiten Arm ist in Vorbereitung.

## Bekannte Patienten
Der deutsche Physiker Burkhard Heim hatte beidseitig Krukenberg-Plastiken auf Grund eines Unfalles im Mai 1944 bei der Entwicklung von Sprengstoffen, bei dem er beide Hände verlor.